# 机器人伦理学
机器人伦理学（英語：Robot ethics）是有关机器人的伦理学。它是以人类为责任主体，研究如何开发和应用机器人的伦理学。属于应用伦理学和机器人学的交叉领域。

## 发展
机器人伦理学的起源可以追溯至艾萨克·阿西莫夫提出的“机器人三定律”，其表述以机器人作为责任主体。2000年代以后，各领域研究人员开始以人类作为责任主体，探讨机器人伦理学。术语“机器人伦理学”（英語：Roboethics）于2002年左右被提出。
2004年，在日本福冈市举行世界机器人会议（International Robot Fair）上发表了《世界机器人宣言》，期望下一代机器人成为人类的伙伴，并为人类的身心健康和构筑安全社会做出新贡献。2005年IEEE机器人和自动控制协会成立了机器人伦理技术委员会。
2016年，英国标准协会（BSI）发布了《机器人和机器系统的伦理设计和应用指南》，指南开篇声明：不应设计用于伤害甚至杀死人类的机器人；人，而非机器人，为责任主体。2016年起，IEEE开始推出《人工智能设计的伦理准则》（Ethically Aligned Design），鼓励技术人员在设计开发人工智能和自动化系统时优先考虑道德因素。2017年，欧洲议会呼吁制定“机器人法”，其中要求为机器人的研发和应用制定道德框架，并为机器人的所作所为确定责任主体。

## 案例

### 杀手机器人
軍用機器人中的致命性自主武器（亦称“杀手机器人”）存在着伦理问题。此类武器会在没有人类干预的情况下选中并攻击目标，人类无法控制和判断其武器使用和武力伤害。
红十字国际委员会提出要在三个主要方面限制此类武器：
- 对不可预测的自主武器系统应予以明令禁止
- 应禁止使用自主武器系统攻击人类
- 对于未被禁止的自主武器系统，其设计和使用应受到规制

2014年起，《特定常规武器公约》开始就限制致命性自主武器展开讨论。2021年，关于限制致命性自主武器的提议在联合国遭包括美国、俄罗斯、英国、印度在内的多国反对，未能达成共识。

### 服务机器人
有的服务机器人被做成宠物型或者類人型并用于社交领域，例如用于自闭症治疗或者老年人陪护。对于这类型的机器人是否为道德主体，目前没有明确的答案。

### 机器人公民身份
2017年，沙特阿拉伯授予“女性”机器人索菲亚公民身份，引发了机器人伦理学的相关争议。有网友指出，机器人索菲亚因没有监护人，某种意义上甚至比沙特女性享有更多的权利。李开复评论称其“丝毫没有人性，人的理解、爱心、创造力”，杨立昆斥该机器人为“扯淡”和营销产物。

### 自动驾驶汽车
2018年在美国亚利桑那州坦佩市，优步无人驾驶汽车撞死了行人伊莱恩·赫兹伯格，成为首宗自动驾驶车辆撞死行人事件。事后引发了关于自动驾驶伦理、道德和法律的讨论：事故负责人应为测试部门、自动驾驶系统设计部门、还是传感器供应商？当面对无法规避的碰撞而要选择伤害对象时，自动驾驶系统会陷入更严峻的伦理困境，例如汽车应该优先保护乘员的生命还是行人的生命；选择优先撞击带头戴的摩托车手还是不戴头盔的；是否选择保护更多的性命等等。